# Pius III
Francesco Todeschini-Piccolomini (Siena, ± 1439 – Roma, 18 d'octubre de 1503) va ser un prelat catòlic i després papa amb el nom de Pius III. Era nebot del costat matern d'Enea Silvio Piccolomini (1405-1464), el futur papa Pius II.
Va ser un dels pocs que es va distanciar del futur papa Alexandre VI, en el conclave del 1492. Quan va ser elegit, després de la mort d'Alexandre VI, ja era vell i malalt. Va intentar refusar, però els cardenals van insistir i finalment va acceptar. El seu pontificat només va durar 26 dies, en els quals no va poder fer res de destacat.

## Primers anys i episcopat a Siena
Francesco Tedeschini Piccolomini va néixer a Siena o a Sarteano el 29 de maig de 1439, el quart fill del fill del jurista Nanni Tedeschini i Laudomia Piccolomini, germana d'Enea Silvio, el futur Pius II.
Després d'estudiar dret a la Universitat de Perusa, va esdevenir protonotari apostòlic i, a l'edat de 22 anys el 6 de febrer de 1460 va ser nomenat administrador del recentment format arquebisbat de Siena pel seu oncle Pius II, que també li va permetre portar el nom i el rang dels Piccolomini (ell era el fill de Laudomia, una germana de Pius II). El 23 de d'abril de 1459 ja havia obtingut la insígnia de l'arquebisbe, però no havia rebut la consagració episcopal, que no va rebre fins a la seva elecció com a pontífex molt de temps després. Durant molts anys va ser el patró de les monarquies d'Anglaterra i Alemanya.

## Cardenalat

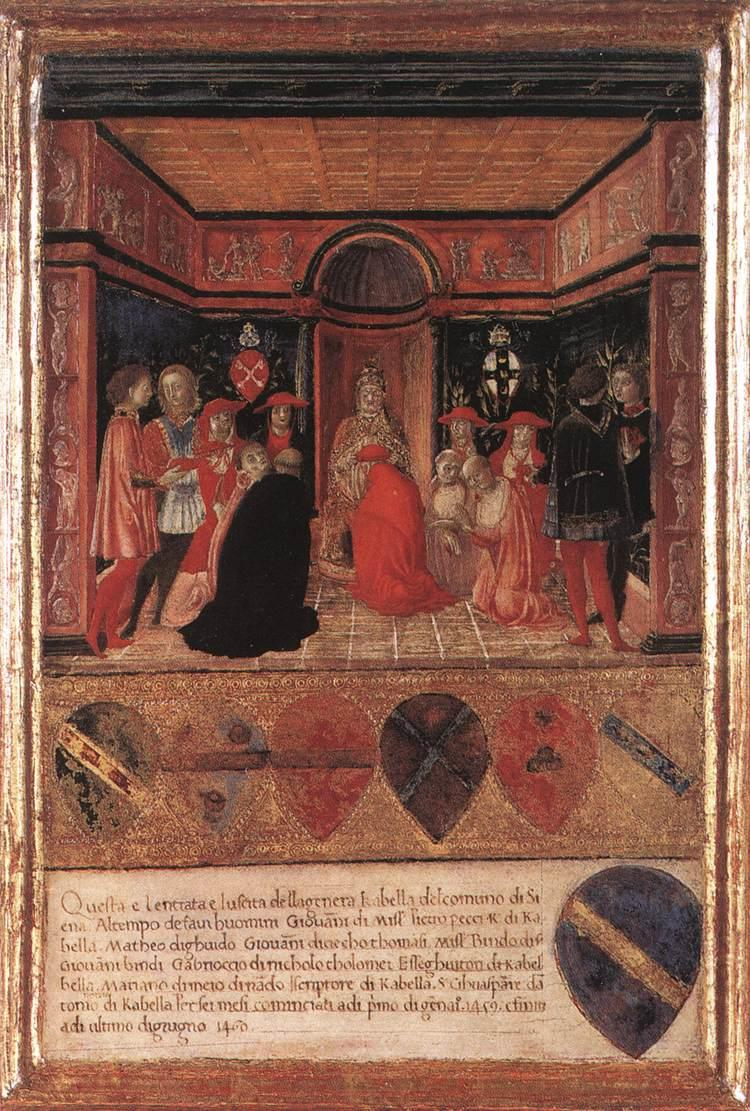
Francesco Piccolomini creat cardenal pel seu oncle Pius II a Siena, oli sobre fusta per Francesco di Giorgio Martini, 1460.

Creat cardenal diaca al consistori celebrat a Siena el 5 de març de 1460, Francesc va arribar a la ciutat el 21 de març de 1460, i en aquest dia, a la catedral local, va rebre el capel cardenalici. El 26 de març de 1460 va rebre el títol diaconal de Sant'Eustachio i va ser nomenat llegat a latere de les Marques, abandonant Siena el 30 d'abril de 1460 i després anant a Pesaro. Després d'una breu estada a Roma l'1 de febrer de 1461, va tornar a la seva legació a partir de juny següent i encara estava a Roma del 8 de novembre de 1461. A continuació, va passar a Narni amb els cardenals Johannes Bessarion i Alessandro Oliva a l'abril de 1462 a Roma portar el crani de Sant Andreu Apòstol. Ardiaca del Ducat de Brabant a la catedral de Cambrai del 1462 al 1503, el 9 de novembre de 1463 es va traslladar a Pienza al palau de la família a causa de la plaga que es va desencadenar a tot Itàlia. Quan Pius II va arribar a Ancona el 18 de juny de 1464, va nomenar cardenal al seu nebot com el seu llegat personal a Roma i els Estats Pontificis per a la durada de la seva absència. Després va participar en el conclave de 1464 que va triar el papa Pau II.
El 24 de desembre de 1468 va ser l'encarregat de rebre l'emperador Frederic III a les portes de Roma. El 15 de maig de 1469 va renunciar a la comandància del monestir cistercenc de Sant Salvatore Montisarmati de Siena i, d'altra banda va rebre la del monestir benedictí de Quarto, a la mateixa arxidiòcesi. Pel seu ampli coneixement de la llengua alemanya, el 18 de febrer de 1471 va ser nomenat llegat a Alemanya, arribant a Ratisbona el 18 de març següent i va participar en la dieta local aconseguint alguns èxits. El 27 de desembre d'aquell va tornar a Roma i va ser rebut al consistori públic convocat pel Papa Sixt IV, acabat d'elegir Papa al conclave que no havia pogut participar perquè es trobava destinat a Alemanya. L'agost de 1471 el nou Pontífex el va nomenar protodiaca. El 19 de març de 1483 va renunciar a la comanació del monestir benedictí de Santa Maria inter montes de Ginebra. Va participar en el conclave de 1484 que va triar a Innocenci VIII i com a cardenal protodiaca va tenir la tasca d'anunciar l'elecció del nou Pontífex i el va coronar l'11 de setembre d'aquell any.
Nomenat administrador de la seu de Fermo del 21 de febrer de 1485, el 26 de maig de 1494 va renunciar a aquest càrrec a favor d'Agostino Piccolomini. A la mort d'aquest últim va ser renomenat a la seu de Fermo en 1496 mantenint el càrrec fins a la seva elevació al tron de Pere. El 5 de novembre de 1488 va ser nomenat llegat a latere a Perusa. Va romandre un any en Umbria. Durant aquest període estava ansiós per pacificar la ciutat i ajustar els límits entre les ciutats de Foligno i Spello, que des de fa anys es trobaven en conflicte per qüestions territorials. Va tornar a Roma el 15 de novembre de 1489. Després va participar en el conclave de 1492 que va triar com a papa Alexandre VI, i el va coronar el 20 d'agost del mateix any, en els graons de la basílica de Sant Pere. El nou papa el va nomenar legat a latere del rei Carles VIII de França l'1 d'octubre de 1493; el rei va arribar a la Toscana (precisament a Lucca) el 8 de novembre de 1494, però el monarca no va rebre el cardenal, que preferí tornar a Roma del 5 de març de 1495. El 27 de maig d'aquell any va estar a Orvieto amb el Papa de deixant Roma les tropes franceses.
Nomenat administrador de les seus de Pienza i Montalcino des del 31 d'octubre de 1495, ocupà aquests càrrecs fins al març de 1498 i després va ser succeït per Girolamo Piccolomini. L'agost de 1497, va ser membre d'una comissió de sis cardenals responsables de la redacció d'un projecte de llei de reformes a l'Església i després signat pel Papa. El 30 de d'agost de 1497 va renunciar a la comana del monestir de Santa Maria Caramagna, a l'arxidiòcesi de Torí i el 30 d'abril de 1498 va renunciar a la del monestir camaldulenc de Rocca, a la diòcesi d'Arezzo. El 8 de febrer de 1501 va ser membre d'una comissió de tres cardenals designats per finançar una nova croada que mai no se celebrà. Va participar en el primer conclave de 1503, quan va ser elegit Papa.

## El pontificat

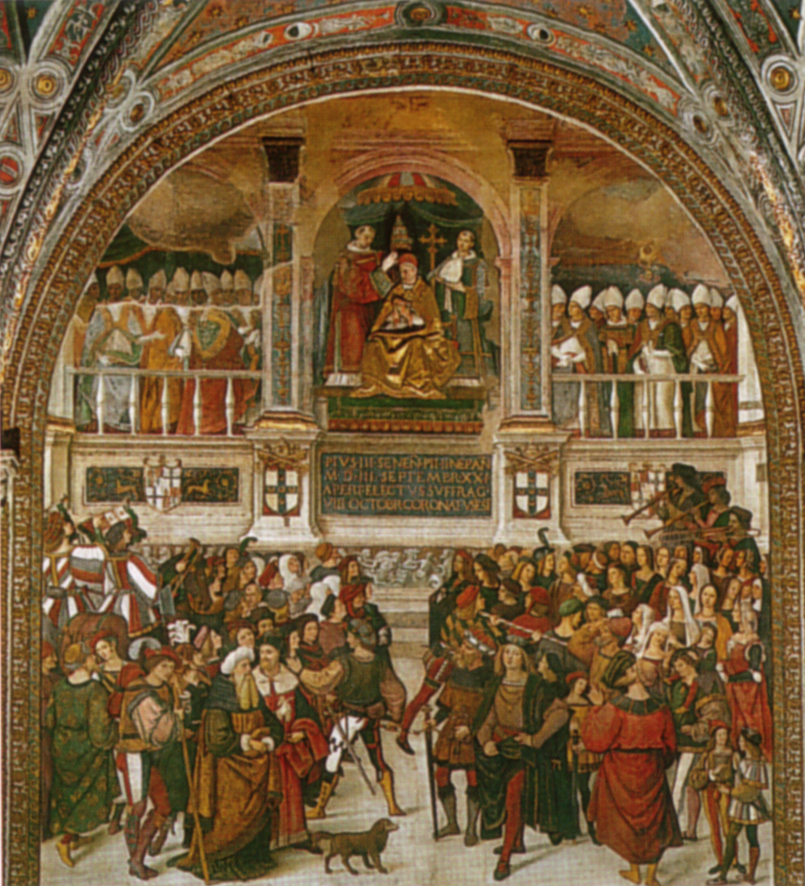
La coronació de Pius III, obra de Pinturicchio, Duomo de Siena.

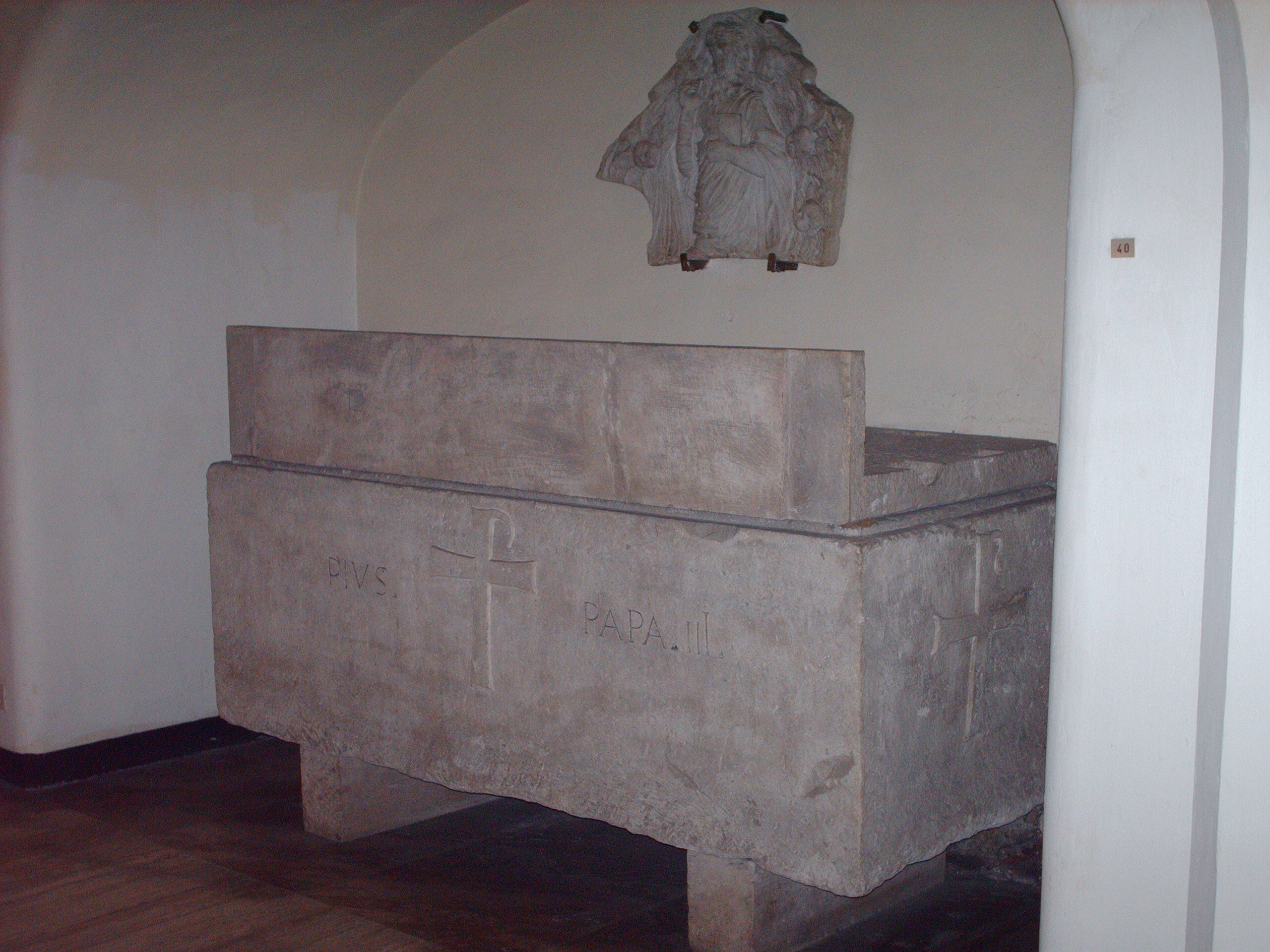
El sarcòfag de la tomba de Pius III, a les grutes del Vaticà

Anteriorment Francesco Piccolomini s'havia oposat amb valor a la política d'Alexandre VI, i, enmig dels disturbis després de la mort d'aquest últim, va ser finalment elegit papa, també gràcies a l'interès del cardenal Giulano Della Rovere, sent coronat el 8 d'octubre de 1503. Posteriorment va concedir permís a Cèsar Borgia per tornar a Roma, però, al mateix temps que va assumir amb promptitud per a la reforma de la cúria.
Entre les primeres activitats que va realitzar el 30 de setembre de 1503 es va fer ordenar sacerdot i l'1 d'octubre de 1503 va ser consagrat bisbe de Roma a mans del cardenal Giuliano della Rovere, bisbe d'Ostia i Velletri, degà del Sacre Col·legi de Cardenals, assistits per Adello Piccolomini, bisbe de Soana, i Erulli Francis, bisbe de Spoleto. El 8 d'octubre de 1503 va ser coronat Papa en els graons de la basílica de Sant Pere al Vaticà pel cardenal Raffaele Riario, protodiaca de Giorgio al Velabro. Durant el seu temps com a pontífex, en memòria del seu oncle Pius II, va fundar la Biblioteca Piccolomini a la catedral de Siena, encarregant al Pinturicchio que decorés les habitacions.
El seu pontificat va ser breu: va morir el 18 d'octubre de 1503 al Palau Apostòlic de Roma, després d'haver celebrat un consistori en què no creà cap cardenal. Piccolomini va quedar només vint-i-sis dies. Va morir a causa d'una úlcera a la cama, o, com sostenen alguns, a causa d'un verí que se li va administrar a instigació de Pandolfo Petrucci, governador de Siena. Va ser succeït per Juli II.

## Llegat
Està enterrat a la capella de Sant Andreu a la basílica de Sant Pere al Vaticà, al costat de la tomba del seu oncle Pius II. El monument funerari va ser encarregat pels seus germans Jaume i Andreu. Durant els treballs de reconstrucció de la basílica, el sepulcre va ser traslladat a les grutes vaticanes, mentre que les restes dels dos papes van ser traslladades a l'església de Sant'Andrea della Valle a Roma, al palau de la família; el 1614 els cossos dels dos pontífexs van ser col·locats en un mausoleu erigit pel cardenal Alessandro Peretti Montalto qui per a l'ocasió compongué per un epitafi per ser dipositat en la tomba.